# Promé Divishon
De Promé Divishon is de hoogste voetbalafdeling op Curaçao die door de Curaçaose voetbalbond (FFK) wordt georganiseerd. Na de reguliere competitie worden er play-offs afgewerkt, waarin de zes hoogst gerangschikte clubs strijden om het Voetbalkampioenschap van Curaçao. De nummer tien in de eindstand speelt een promotie-degradatiewedstrijd tegen de winnaar van de Segundo Divishon.

## Geschiedenis
Sinds 1974 heeft Curaçao een zelfstandige competitie, de Sekshon Pagá. Van 1921 tot en met 1963 speelden er ook teams van de andere eilanden van de Nederlandse Antillen om het kampioenschap van Curaçao.
De onderste ploeg speelt tegen de kampioen van de Sekshon Amatùr (Amateursessie, het tweede niveau) twee wedstrijden voor een plaats in de Sekshon Pagá. De beste twee teams uit de Sekshon Pagá namen tot de ontbinding van de Nederlandse Antillen in 2010 deel aan de Kopa Antiano (het kampioenschap van de Nederlandse Antillen).
Tot het seizoen 2016 was de competitie bekend onder de naam Sekshon Pagá (letterlijk: Betaalde sessie). 

## Promé Divishon

### Deelnemers
In het seizoen 2017 nemen de onderstaande clubs deel aan de competitie:
- Centro Barber
- Scherpenheuvel
- Centro Dominguito
- SUBT
- Hubentut Fortuna
- Undeba
- Inter Willemstad
- Vesta
- Jong Holland
- Victory Boys

### Kampioenen
* 1991: kampioenschappen over seizoenen 1990/91 en 1991

#### Seizoen 2010/11
Finale
De finale werd gespeeld tussen SV Hubentut Fortuna en CSD Barber. Op 26 juni eindigde de wedstrijd in 2-2 na verlenging, waarna Hubentut Fortuna won na strafschoppen. Barber tekende echter protest aan wegens het opstellen van een niet-speelgerechtigde speler en een verdachte dopingtest. In eerste instantie wees de Curaçaose voetbalbond het protest af, maar de arbitragecommissie besliste dat de finale moest worden overgespeeld. De overgespeelde finale werd op 28 september met 1-0 gewonnen door Hubentud Fortuna, die daarmee alsnog voor de derde keer op rij kampioen werden.

#### Seizoen 2011/12
Finale
Op 30 september 2012 won Centro Dominguito de finale tegen Undeba met 1-0 door een doelpunt in de 27e minuut van Kenneth Kunst.
Promotie-/degradatiewedstrijden
Undeba speelde tegen De Zebra's, kampioen van de Sekshon Amatùr, twee wedstrijden voor een plaats in de Sekshon Pagá. De eerste wedstrijd werd op 8 augustus met 1-0 gewonnen door De Zebra's, de tweede wedstrijd werd op 12 augustus met 2-0 gewonnen door Undeba, waardoor deze zich handhaafde op het hoogste niveau.

## Kampioenen Curaçao 1921-1973
* 1942: kampioenschap over de periode 1940-1942
* 1946: kampioenschap over de periode 1944-1946
* 1950: kampioenschappen over seizoenen 1949/50 en 1950
* 1956: kampioenschappen over seizoenen 1955/56 en 1956

## Titels per club 1921-2019
1975-2013 = Sekshon Pagá
| Club                   | Totaal | 1921- 1973 | 1975- 2019 | Kampioen in jaar                                                                                                   |
| ---------------------- | ------ | ---------- | ---------- | --- |
| SUBT                   | 019    | 012        | 007        | 1939, 1942, 1946, 1947, 1948, 1950*, 1951, 1954, 1956*, 1956* 1959, 1972, 1977, 1979, 1980, 1982, 1983, 1984, 1985 |
| CRKSV Jong Holland     | 013    | 010        | 003        | 1926, 1928, 1932, 1936, 1938, 1940, 1944, 1950*, 1952, 1960 1978, 1981, 1999, 2018                                 |
| CRKSV Jong Colombia    | 011    | 006        | 005        | 1964, 1966, 1967, 1968, 1970, 1973, 1975, 1976, 1988, 1994, 2000                                                   |
| RKVFC Sithoc           | 009    | 002        | 007        | 1961, 1962, 1986, 1989, 1991*, 1991*, 1992, 1993, 1996*                                                            |
| Centro Barber          | 006    |            | 006        | 2002, 2003, 2004, 2005, 2007, 2014                                                                                 |
| Undeba                 | 004    |            | 004        | 1996, 1997, 2006, 2008                                                                                             |
| RKSV Centro Dominguito | 005    |            | 004        | 1987, 2012, 2013, 2015, 2016, 2017                                                                                 |
| CVV Sparta             | 003    | 003        |            | 1921, 1923, 1925                                                                                                   |
| SC Asiento             | 003    | 003        |            | 1929, 1930, 1935                                                                                                   |
| SV Hubentut Fortuna    | 003    |            | 002        | 2009, 2010, 2011                                                                                                   |
| RKSV Scherpenheuvel    | 002    | 002        |            | 1965, 1969 |
| SV VESTA               | 001    |            | 001        | 2019 |
| MVC Juliana            | 001    | 001        |            | 1922 |
| Dutch Football Club    | 001    | 001        |            | 1927 |
| CVV Volharding         | 001    | 001        |            | 1931 |
| VV Transvaal           | 001    | 001        |            | 1933 |
| SV Racing Club Curaçao | 001    | 001        |            | 1937 |
| SC Independiente       | 001    | 001        |            | 1943 |
| SV Veendam             | 001    | 001        |            | 1963 |